# هاني الطباخ
هاني الطباخ (14 أبريل 1971 -), ممثل كويتي. تعلق اسمه بالفنان طارق العلي حيث شاركه في العديد من الأعمال المسرحية والتلفزيونية، ودخل المجال الفني عبر مشاركته في سيت كوم بعنوان «إشرب»، تزوج بعام 2010 من الممثلة هيا الشعيبي وانجبا في مارس 2013 ابنتهما «فاطمة». وانجبا في ابريل 2015 مولودهما الثاني «جمال».ثم رزقا في أبريل 2017 بمولودهما الثالث «سكينة».

## أعماله

### من المسلسلات
- إشرب - سيت كوم.
- وسع صدرك - برنامج.
- حبل المودة.
- هذا ولدنا.
- صج حظوظ.
- أم سعف - أكثر من جزء.
- طول بالك - برنامج.
- زمن مريان.
- الفلته.
- العافور.

### من المسرحيات
- عائلة قرقيعان.
- البيت بيتك.
- حاميها حراميها.
- خاربة خاربة.
- بو سارة في العمارة.
- بخيت وبخيتة.
- الطرطنجي.
- بسنا فلوس.
- تحت الصفر.
- مثلث برمودا.
- جنوب أفريقيا

البيت المسكون3

## روابط خارجية
- هاني الطباخ على موقع قاعدة بيانات الأفلام العربية